# Казе Барбета (Перуђа)
Казе Барбета је насеље у Италији у округу Перуђа, региону Умбрија.
Према процени из 2011. у насељу је живело 29 становника. Насеље се налази на надморској висини од 187 м.